# لغة هوبيوت
لغة هوبيوت هي لغة سامية مهددة بالانقراض ومنتشرة في منطقة صغيرة من اليمن وسلطنة عمان. تتراوح التقديرات لعدد الهبيوت في اليمن ما بين 400 إلى الألف، وتتراوح التقديرات في عمان ما بين 100 إلى 200.
تنتشر اللغة الهبيوتية على الحدود اليمنية العمانية، وتفصل الحدود الناطقين بهذه اللغة. تتراوح التقديرات لعدد الهبيوت في اليمن ما بين الـ 400 إلى الألف، وتتراوح التقديرات في عمان ما بين الـ100 إلى 200. اللغة الهبيوتية ليست رسمية ولا مكتوبة فلا تدخل التعليم، كل ما هنالك تراث شفهي، وبعض الكتابات بالحروف العربية الـ 28 غير المعدة للغة الهبيوتية.
الهبيوتية من اللغات المهددة بالانقراض لتحول الناطقين بها إلى اللغة المهرية المحيطة بهم، يرى بعض الباحثين أنها لهجة مهرية. لا يوجد مراجع باللغة العربية عن اللغة المهرية، وأكبر كتاب طبع بخصوصها، معجم كبير كتبه الياباني: أكِيۆ نَكَنۆ (Aki’o Nakano).
تصنيف اللغة الهُبْيُوتِيّة:
عائلة اللغات الأفروآسيوية <← فصيلة اللغات السامية <← اللغات السامية الغربية <← اللغات السامية الجنوبية <← اللغة العربية الجنوبية القديمة <← الهبيوتية.
كتابة اللغة الهُبْيُوتِيّة:
اللغة الهبيوتية شأنها كشأن لغات جنوب الجزيرة العربية، لغة غير مكتوبة ولم يقدم أحدا أبجدية مقننة خاصة بها، ولا تزال لغة شفهية، يتناقل الأجيال تراثها وثقافتها عن طريق الأجداد دون بوادر لكتابتها.
هناك معجم لغوي مهم جدا للغة الهبيوتية في عمان، كتبه الياباني: أكِيۆ نَكَنۆ (Aki’o Nakano)، مليء بالعبارات والجمل، كما أنه خصص فصلا عن الأمثال باللغة الهبيوتية:
https://en.calameo.com/read/0001454404e9cb04a3ec6

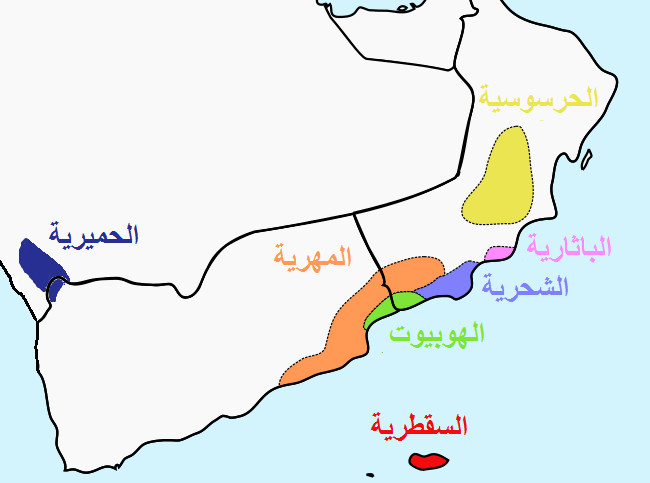
اللغات المحلية في جنوب شبه الجزيرة العربية